# Дисклінація
Дискліна́ція — дефект, що простягається вздовж певної лінії в середовищі, упорядкованому за орієнтацією чи напрямком окремих складових. 
Це дефект у молекулярному орієнтаційному порядку на противагу до дислокації, яка є дефектом у молекулярному позиційному порядкові.

## Застосування
- Теорія дисклінацій пояснює пентагональну псевдосиметрію в деяких кристалітів[2].
- Використання дисклінацій може бути корисне при описі роботи елементів біологічних структур[3].